# Umbria Mobilità
Umbria TPL e Mobilità S.p.A., nota semplicemente come Umbria Mobilità, è un'azienda pubblica italiana. In passato ha gestito gran parte del servizio di trasporto pubblico locale nelle città di Perugia, Spoleto, Terni, Amelia, Assisi, Città di Castello, Foligno, Gualdo Tadino, Gubbio, Montefalco, Narni, Nocera Umbra, Orvieto, Spello, Todi e Trevi, il trasporto extraurbano regionale, i servizi di navigazione sul lago Trasimeno, la funicolare di Orvieto e fino al 2019 è stata gestore dell'infrastruttura della ferrovia Centrale Umbra.

## Storia
Il percorso per unificare i gestori del trasporto pubblico locale in Umbria iniziò nel 2006 e si perfezionò il 29 novembre 2010 con la fusione per incorporazione delle società che gestivano il servizio nelle principali città umbre: APM e APM Esercizi (Perugia), ATC TPL e Mobilità (Terni), SSIT Gestione e SSIT Servizio (Spoleto) e FCU oltre che della società Umbria House nella neocostituita Umbria TPL e Mobilità. Si è trattato della prima operazione in Italia di accorpamento in un unico soggetto di tutte le realtà locali del trasporto pubblico regionale anche se dalla fusione rimase esclusa Minimetrò, la società in house che gestisce l'omonimo people mover di Perugia. La neonata società ereditò le concessioni per l'esercizio ferroviario rilasciate a FCU e iniziò l'esercizio dei servizi gestiti dai suoi predecessori. Umbria Mobilità ereditò, inoltre, da APM una partecipazione del 33,333% in Roma TPL. Il 15 dicembre 2011 Umbria Mobilità ha acquisito il 100% della Sira (Società industriale romana autolinee).
Nel 2013 gli enti locali diedero il via ad una riorganizzazione del settore del trasporto pubblico al fine di poter affidare i servizi nel rispetto della normativa che disciplina il settore. Fu quindi fondata una nuova società per la gestione del trasporto pubblico locale umbro denominata Umbria Mobilità Esercizio, operativa a partire dal 1º marzo 2014 e controllata da Busitalia - Sita Nord. Ad Umbria Mobilità rimase, quindi, solo il ruolo di gestore dell'infrastruttura della ferrovia Centrale Umbra, ramo poi ceduto a partire dal 10 giugno 2019 attraverso la società UM Ferro a Rete Ferroviaria Italiana.
Nel 2020 la Regione ha manifestato l'intenzione, attraverso la deliberazione nº 556 del 6 luglio 2020, di trasformare l'azienda in agenzia unica per la mobilità e il trasporto pubblico locale.

## Struttura organizzativa

### Governo societario
Il modello di governo d'impresa di Umbria Mobilità è di tipo dualistico e si compone di un consiglio di amministrazione da cinque membri o in alternativa un amministratore unico, nominato dall'assemblea dei soci e a cui viene delegata la gestione dell'impresa, e di un collegio sindacale composto da tre sindaci, di cui uno presidente e due effettivi.
La gestione dell'impresa è assegnata a partire dal 5 agosto 2020 ad un amministratore unico riconosciuto nella persona di Marco Rettighieri.

### Società partecipate
Secondo il bilancio d'esercizio del 2019 la società detiene direttamente le seguenti partecipazioni:
- Acjatur Tob in liquidazione (78,980%)
- Metrò Perugia S.c.a.r.l (57,190%)
- Radtur S.r.l. in liquidazione (80,360%)
- Cirié Parcheggi S.r.l. (50,000%)
- Ecoé S.r.l. in liquidazione (33,333%)
- Ergin S.c.a.r.l. in liquidazione (49,000%)
- Foligno Parcheggi S.r.l. (47,012%)
- Perugia Rete S.p.A. (14,286%)
- Roma TPL S.c.a.r.l. (33,333%)
- S.B.E. Enerverde S.r.l. in liquidazione (40,000%)
- Sipa S.p.A. (22,480%)
- Sistema Aerea Perugia S.c.a.r.l. (21,070%)
- Alto Chiascio Energie Rinnovabili S.r.l. (25,000%)

## Controversie
Un'indagine della Guardia di Finanza avviata e coordinata dalla Procura della Repubblica presso il Tribunale di Perugia ha scoperto una serie di irregolarità – tra le quali figurano anche gravi reati commessi dai più alti funzionari – le quali, tra l'altro, sommate al debito di 60 milioni di euro per un totale di 100 – rischiano di portare l'azienda, che negli anni ha elargito credito per 40 milioni alla Roma TPL e al consorzio Cotri di Roma – alla liquidazione coatta amministrativa: a distanza di anni, l'inchiesta avrebbe scoperto un accordo illecito nascosto dietro al buco milionario di Umbria Mobilità, spiegando che i dirigenti di APM si sarebbero fatti corrompere per far partecipare l'azienda al consorzio romano (in particolare, l'ex dirigente di APM avrebbe percepito compensi per 2 milioni “incurante degli ingenti danni patrimoniali" causati all'azienda). Nel 2019 il gip di Perugia ha disposto quattro arresti e alcuni sequestri per 8 milioni di euro, che in primo grado il tribunale ha rigettato per difetto di giurisdizione. La vertenza rimane in parte in attesa di giudizio d'appello, mentre alcuni degli imputati sono stati definitivamente assolti.